# Liste der denkmalgeschützten Objekte in Schrattenbach
Die Liste der denkmalgeschützten Objekte in Schrattenbach enthält das einzige denkmalgeschützte unbewegliche Objekt der Gemeinde Schrattenbach im Bezirk Neunkirchen in Niederösterreich.

## Denkmäler
| Foto |                 | Denkmal                                                   | Standort                   | Beschreibung | Metadaten |
| ---- | --------------- | --------------------------------------------------------- | -------------------------- | --- | --- |
| ja   | Datei hochladen | Burgruine Schrattenstein HERIS-ID: 59381 Objekt-ID: 70638 | Standort KG: Schrattenbach | 1182 urkundlich „Chahoch de Scatensteine“, erbaut 12. Jahrhundert, heute aber keine Bebauung vor 1300 erhalten, im 15./16. Jahrhundert erweitert und ausgebessert, 1482 vermutlich durch die Belagerung der Ungarn unter Matthias Corvinus beschädigt, 1556 urkundlich Ruine, 1590 vermutlich Erdbebenschäden. | BDA-Hist.: Q19276139 Status: § 2a Stand der BDA-Liste: 2025-06-30 Name: Burgruine Schrattenstein GstNr.: 64 Burgruine Schrattenstein |